# Carex chorda
Espèce
Classification phylogénétique
Carex chorda est une espèce de plantes du genre Carex et de la famille des Cyperaceae.